# دواين كولينز
دواين كولينز (13 أبريل 1988 بميامي في الولايات المتحدة - ) (بالإنجليزية: Dwayne Collins)‏ هو لاعب كرة سلة أمريكي في مركز هجوم قوي الجسم. لعب مع بالاكانسترو فاريزي.

## وصلات خارجية
- دواين كولينز على موقع سبورتس رفرنس (الإنجليزية)
- دواين كولينز على موقع كرة السلة الأوروبية.كوم (الإنجليزية)
- دواين كولينز على موقع كلية كرة السلة في سبورتس رفرنس.كوم (الإنجليزية)
- دواين كولينز على موقع ريلجم (الإنجليزية)
- دواين كولينز على موقع بروبوليرز (الإنجليزية)